# Cantonul Moret-sur-Loing
Cantonul Moret-sur-Loing este un canton din arondismentul Fontainebleau, departamentul Seine-et-Marne, regiunea Île-de-France , Franța.

## Comune
- Champagne-sur-Seine : 6 594 locuitori
- Dormelles : 791 locuitori
- Écuelles : 2 463 locuitori
- Épisy : 491 locuitori
- Montarlot : 227 locuitori
- Montigny-sur-Loing : 2 796 locuitori
- Moret-sur-Loing : 4 402 locuitori (reședință)
- Saint-Mammès : 3 084 locuitori
- Thomery : 3 203 locuitori
- Veneux-les-Sablons : 4 617 locuitori
- Vernou-la-Celle-sur-Seine : 2 499 locuitori
- Ville-Saint-Jacques : 673 locuitori
- Villecerf : 738 locuitori
- Villemer : 648 locuitori